# Знаменский, Александр Николаевич
Алекса́ндр Никола́евич Зна́менский (род. 13 августа 1979 года в Москве) — австрийский дирижёр и альтист.

## Биография

### Семья и образование
Александр Знаменский родился в семье советских инженеров, участвующих в лунной программе. Изучал альт в Центральной музыкальной школе при Московской консерватории в классе Марии Ильиничны Ситковской, в Университете Моцартеум у Томаса Рибль и Вероники Хаген в Зальцбурге и камерную музыку у Альтенберг-Трио в Вене . С 2012 по 2017 год изучал оперно-симфоническое дирижирование в Венском музыкальном университете у Уроша Лайовича, а также хоровое дирижирование у Эрвина Ортнера (нем.) — создателя и художественного руководителя Хора Арнольда Шёнберга (нем.).

### Профессиональный опыт
С 2003 года живёт и работает в Вене, был одним из основателей квартета Разумовского (нем.) и вице-президентом «Общества искусства и культуры Разумовского». В сезоне 2019/20 он работал в Венской государственной опере над постановкой «Три сестры» Петера Этвёша в качестве пианиста, репетитора и дирижера.
В 50-м юбилейном сезоне Якутского Театра оперы и балета Знаменский был приглашён в качестве дирижёра-постановщика оперетты Имре Кальмана «Сильва».
Он выступал в качестве камерного музыканта и дирижера в Золотом зале Музикферайна с симфоническим оркестром Венского радио, в Национальной Музыкальной Аудиторие в Мадриде, в Венском Концертхаусе, на Зальцбургском фестивале, на фестивале KlangBogen в Шубертиаде в Хоэнэмсе, в Санкт-Петербургской филармонии, в Польско-Балтийской филармонии имени Шопена. Он работал с такими артистами, как Елизавета Леонская, Жан-Бернар Помье, Пауль Гульда и квартет Хуго Вольфа. В 2005 году стал стипендиатом Фонда Альбана Берга, благодаря которому был организован творческий обмен с квартетом Бородина и концертный тур его квартета по Германии.
Помимо учебы, он был певцом и регентом венского кафедрального собора Св. Николая. Занимаясь поддержкой юных музыкантов, организовал оркестр «Wiener Polyphoniker». Цель этого проекта — познакомить молодых людей из разных стран с венскими музыкальными традициями, передать им культурные знания и укрепить их уверенность в себе.

## Дискография
- Йозеф Гайдн, Дивертисменты / Вольфганг Амадей Моцарт, квартет для гобоя и струнных. Ансамбль Moderntimes — Preiser Records, 2005[12]
- Луи Вьерн, Фортепианный квинтет — Gramola 2014[13]
- Йозеф Гайдн, «Семь последних слов Иисуса на кресте». Разумовский квартет — Obsculta Classic 2014 (OSM2001)
- Роман Бергер, Реквием в память Януша Корчака, Quasars Emsemble — Hevhetia, 2021[14]

1. ↑  Александр Знаменский : Московская государственная академическая филармония (рус.). meloman.ru. Дата обращения: 3 июня 2021. Архивировано 3 июня 2021 года.
2. ↑  Alexander Znamenskiy - Dirigent, Pianist | Theapolis (нем.). www.theapolis.de. Дата обращения: 4 июня 2021. Архивировано 24 мая 2021 года.
3. ↑  Александр Знаменский: Очень надеемся, что премьера оперетты «Сильва» состоится 18 декабря. Дата обращения: 15 июня 2021.
4. ↑  Рекордное количество премьер состоялось в театре оперы и балета Якутии в юбилейный сезон. Якутия 24. Дата обращения: 3 июня 2021. Архивировано 3 июня 2021 года.
5. ↑  ORF RSO Wien (нем.).
 Архивная копия от 25 мая 2021 на Wayback Machine Источник. Дата обращения: 3 июня 2021. Архивировано 25 мая 2021 года.
6. ↑  Excelentia. Pasión según San Mateo (исп.). Auditorio Nacional de Música. Дата обращения: 10 июня 2022. Архивировано 10 апреля 2022 года.
7. ↑  Wiener Konzerthaus, Programm (нем.).
 Архивная копия от 25 мая 2021 на Wayback Machine Источник. Дата обращения: 3 июня 2021. Архивировано 25 мая 2021 года.
8. ↑  - Theater & Konzerte (нем.).
9. ↑  Серебряная Лира 2020. silverlyre.ru. Дата обращения: 3 июня 2021. Архивировано 25 мая 2021 года.
10. ↑  HOME. www.wienerpolyphoniker.com. Дата обращения: 3 июня 2021. Архивировано 25 мая 2021 года.
11. ↑  "Hilfsbereitschaft hat viele Gesichter" (нем.).
 Архивная копия от 25 мая 2021 на Wayback Machine Источник. Дата обращения: 3 июня 2021. Архивировано 25 мая 2021 года.
12. ↑  Modern Times. Дата обращения: 3 июня 2021. Архивировано 26 мая 2021 года.
13. ↑  Gramola Vienna: 1914 : Vierne / Koechlin : Pantillon / Chisson / Atschba / Adensamer / Znamensky. Дата обращения: 3 июня 2021. Архивировано 26 мая 2021 года.
14. ↑  Roman Berger (амер. англ.). Hevhetia. Дата обращения: 10 июня 2022. Архивировано 1 апреля 2022 года.